# Palacio de Fuensalida
El Palacio de Fuensalida es un palacio situado en Toledo (Castilla-La Mancha, España), construido en la primera mitad del siglo XV. Es la actual sede de la Presidencia de Castilla-La Mancha.

## Situación
El palacio de Fuensalida se encuentra en el casco histórico de la ciudad de Toledo, junto a la iglesia de Santo Tomé y el Taller del Moro (con el que se comunica mediante una antigua escalera),en la Plaza del Conde, ocupando prácticamente todo el único flanco edificado.

## Historia
El palacio de Fuensalida fue mandado edificar por Pedro López de Ayala y Castañeda, I conde de Fuensalida, a comienzos del siglo XV. Durante el siglo XVI fue sede de la corte de la emperatriz Isabel de Portugal mientras se ejecutaban las obras del Alcázar, y en este mismo lugar murió a consecuencia del parto de su sexto hijo, Juan, el 30 de abril de 1539.
Entre 1580 y 1603, el Palacio de Fuensalida fue una de las Academias literarias del Siglo de Oro español más prestigiosas de Toledo. A partir de una reunión organizada en el salón de la casa del canónigo don Diego López de Ayala, más adelante y con reglamento inspirado en el de una academia madrileña, la continuará en su palacio don Pedro López de Ayala (sexto duque de Fuensalida). Entre sus miembros más destacados se encuentran José de Valdivielso, Francisco de Pisa, Luis Quiñones de Benavente y el anotado simplemente como el Pintor, sin duda, El Greco. La vinculación del pintor con esta Academia se refuerza por la estrecha relación que los condes de Fuensalida mantenían con la Iglesia de Santo Tomé (Toledo), a cuyas expensas se realizó el cuadro El entierro del conde de Orgaz.

## Descripción y características
En el interior del edificio se encuentra un gran patio central de estilo mudéjar, con pilares poligonales de ladrillo y zapatas. También en su interior se conservan restos de yeserías mudéjares. La escalera que comunica el edificio con el Taller del Moro posee un artesonado plateresco, con casetones, del siglo XVI. 
La portada del palacio es de sillería, con escudos de los condes de Fuensalida (véase condado de Fuensalida), y flanqueando la puerta de entrada hay unas columnas rematadas por leones.

## Galería

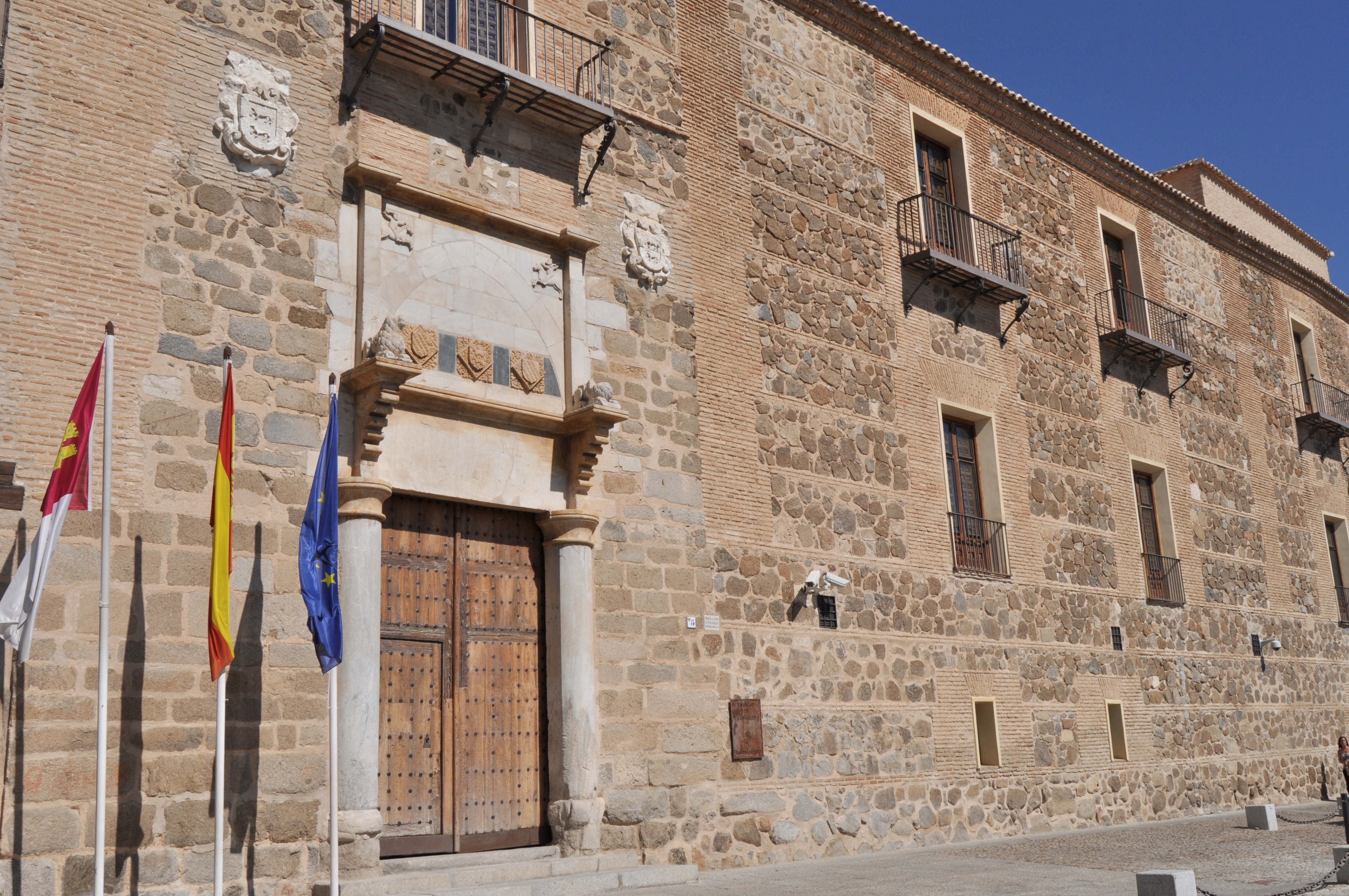